# 羅斯福／中央大道站
羅斯福/中央大道站（英語：Roosevelt/Central Avenue station），是一個位於美國亞利桑那州鳳凰城鳳凰城輕鐵的車站。

## 鄰近地標
- 保頓·巴爾中央圖書館 (Burton Barr Central Library)
- 瑪嘉烈·T·漢斯公園 (Margaret T. Hance Park)，通常被稱為甲板公園 (Deck Park)
- 愛爾蘭文化中心 (Irish Cultural Center)
- 日本友誼花園 (Japanese Friendship Garden)
- 三一大教堂 (Trinity Cathedral)
- 羅斯福鳳凰城藝術區 (Roosevelt Phoenix Art District)

## 站內藝術
鳳凰城輕鐵的每一個車站內都會加入一些藝術元素。在此站內，藝術家Peter Richards為站內設計一個特別的太陽傘。這個鐵做太陽傘一共有兩層，傘上有一系列的洞。太陽傘在移動時會在地面劃出一個一個特別的形狀。

## 接駁交通

### 巴士
- 0號
- 10號
- 512號 (特快)
- 570號 (特快)
- 582號 (特快)
- 590號 (特快)

## 外部連結
- 輕鐵／鳳凰城市路線圖 （英文）